# L. J. Peak
Darryl Leon "L. J." Peak Jr. (Gaffney, Carolina del Sur, 2 de febrero de 1996) es un baloncestista estadounidense que pertenece a la plantilla de los Koshigaya Alphas de la B.League japonesa.

## Trayectoria deportiva

### Universidad
Jugó tres temporadas con los Hoyas de la Universidad de Georgetown, en las que promedió 12,1 puntos, 3,1 rebotes y 2,0 asistencias por partido. En su primera temporada fue incluido en el mejor quinteto rookie de la Big East Conference.

### Selección nacional
En junio de 2015 fue convocado por la selección de Estados Unidos sub-19 para participar en el Campeonato Mundial de Baloncesto Sub-19 de 2015, donde lograron la medalla de oro tras derrotar en la final a Croacia.

### Profesional
Tras no ser elegido en el Draft de la NBA de 2017, fue invitado por los Houston Rockets a participar en las Ligas de Verano. Jugó cuatro partidos, en los que promedió 7,2 puntos. En agosto firmó un contrato de dos vías con los Boston Celtics, quienes lo descartaron antes del comienzo de la temporada. Unas semanas más tarde firmó con los Maine Red Claws de la G League.
[actualizar]